# 藤川虎太朗
藤川 虎太朗（ふじかわ こたろう、1998年7月24日 - ）は、福岡県出身のサッカー選手。J3リーグ・AC長野パルセイロ所属。ポジションはミッドフィールダー。

## 来歴

### プロ入り前
福岡県出身で中学時代にはサガン鳥栖の下部組織に所属し、高校は東福岡高等学校に進学。2年生では 全国高校総合体育大会に出場し、主力として大会得点王に輝いた。全国高校サッカー選手権大会でも主力として活躍して2冠を達成した。3年生になると背番号「10」をつけ、2016年10月12日にジュビロ磐田から内定を発表された。

### ジュビロ磐田
2017年よりジュビロ磐田に入団し、5月31日のルヴァンカップ第7節 大宮アルディージャ戦でプロデビューを果たした。9月20日、天皇杯4回戦のAC長野パルセイロ戦でプロ入り初先発を果たした。2018年6月6日に行われた天皇杯の2回戦・中京大学戦でプロ入り後初得点を挙げた。
2019年9月28日に行われた第27節の大分トリニータ戦で途中出場からリーグ戦初出場を果たし、10月6日に行われた第28節の横浜F・マリノス戦ではリーグ戦初先発を果たした。11月2日、第30節の清水エスパルスとの静岡ダービーでJ1初ゴールを決めた。

### ロアッソ熊本
2021年8月23日、シーズン途中でロアッソ熊本へ育成型期限付き移籍が発表された。背番号は28。しかし公式戦出場は1試合に留まった。

### ギラヴァンツ北九州
2021年12月28日、熊本への育成型期限付き移籍終了、およびギラヴァンツ北九州への育成型期限付き移籍が発表された。

### ジュビロ磐田復帰
2023年1月5日にジュビロ磐田へ復帰した。このシーズンは、リーグ戦24試合3得点を記録し、チームは1年でのJ1昇格を果たした。
2024年3月30日に行われた鹿島アントラーズ戦でJリーグ通算100試合を達成。その後は怪我の影響もありなかなか試合に絡めなかったが、11月30日に行われたFC東京戦では、途中出場から得点に繋がったFKとPKを獲得した。そのPKを引退を表明していた山田大記が決めてチームの練習は勝利した。シーズン終了後に8年間在籍した磐田を契約満了により退団する事が発表された。

## 所属クラブ
- FC Alloro
- サガン鳥栖U-15
- 東福岡高等学校
- 2017年 - 2024年  ジュビロ磐田
  - 2021年8月 - 同年12月  ロアッソ熊本 (期限付き移籍)
  - 2022年  ギラヴァンツ北九州 (期限付き移籍)
- 2025年 -  AC長野パルセイロ

## 個人成績
| 国内大会個人成績 | 国内大会個人成績 | 国内大会個人成績 | 国内大会個人成績 | 国内大会個人成績 | 国内大会個人成績 | 国内大会個人成績 | 国内大会個人成績 | 国内大会個人成績 | 国内大会個人成績 | 国内大会個人成績 | 国内大会個人成績 |
| 年度             | クラブ           | 背番号           | リーグ           | リーグ戦         | リーグ戦         | リーグ杯         | リーグ杯         | オープン杯       | オープン杯       | 期間通算         | 期間通算         |
| 年度             | クラブ           | 背番号           | リーグ           | 出場             | 得点             | 出場             | 得点             | 出場             | 得点             | 出場             | 得点             |
| 日本             | 日本             | 日本             | 日本             | リーグ戦         | リーグ戦         | リーグ杯         | リーグ杯         | 天皇杯           | 天皇杯           | 期間通算         | 期間通算         |
| ---------------- | ---------------- | ---------------- | ---------------- | ---------------- | ---------------- | ---------------- | ---------------- | ---------------- | ---------------- | ---------------- | ---------------- |
| 2017             | 磐田             | 26               | J1               | 0                | 0                | 1                | 0                | 1                | 0                | 2                | 0                |
| 2018             | 磐田             | 26               | J1               | 0                | 0                | 1                | 0                | 2                | 1                | 3                | 1                |
| 2019             | 磐田             | 26               | J1               | 8                | 1                | 3                | 0                | 2                | 0                | 13               | 1                |
| 2020             | 磐田             | 26               | J2               | 18               | 2                | -                | -                | -                | -                | 18               | 2                |
| 2021             | 磐田             | 13               | J2               | 16               | 0                | -                | -                | 3                | 0                | 19               | 0                |
| 2021             | 熊本             | 28               | J3               | 1                | 0                | -                | -                | -                | -                | 1                | 0                |
| 2022             | 北九州           | 29               | J3               | 29               | 5                | -                | -                | 1                | 0                | 30               | 5                |
| 2023             | 磐田             | 13               | J2               | 24               | 3                | 5                | 0                | 2                | 0                | 31               | 3                |
| 2024             | 磐田             | 13               | J1               | 14               | 0                | 1                | 0                | 1                | 0                | 15               | 0                |
| 2025             | 長野             | 28               | J3               |                  |                  |                  |                  |                  |                  |                  |                  |
| 通算             | 日本             | 日本             | J1               | 22               | 1                | 6                | 0                | 6                | 1                | 33               | 2                |
| 通算             | 日本             | 日本             | J2               | 58               | 5                | 5                | 0                | 5                | 0                | 68               | 5                |
| 通算             | 日本             | 日本             | J3               | 30               | 5                | -                | -                | 1                | 0                | 31               | 5                |
| 総通算           | 総通算           | 総通算           | 総通算           | 110              | 11               | 11               | 0                | 12               | 1                | 132              | 12               |

出場歴
- 公式戦初出場 - 2017年5月31日 ルヴァンカップ第7節・対大宮アルディージャ戦（ヤマハスタジアム）
- 公式戦初得点 - 2018年6月6日 天皇杯2回戦・対中京大学戦（ヤマハスタジアム）
- Jリーグ初得点 - 2019年11月2日 J1第30節・対清水エスパルス戦（IAIスタジアム日本平）

## タイトル

### チーム
東福岡高校
- 全国高校総合体育大会（2015年）
- 全国高等学校サッカー選手権大会（2015年）

### 個人
- 全国高等学校サッカー選手権大会・優秀選手（2015年）
- 全国高校総合体育大会・優秀選手（2015年）
- 全国高校総合体育大会・得点王（2015年）

## 代表歴
- U-15日本代表
  - AFC U-16選手権・予選（2013年）
- U-16日本代表
  - 第14回豊田国際ユースサッカー大会（2013年）
- 日本高校サッカー選抜
  - NEXT GENERATION MATCH（2016年）